# Acrolophus pinnifera
Acrolophus pinnifera är en fjärilsart som beskrevs av Edward Meyrick 1931. Acrolophus pinnifera ingår i släktet Acrolophus och familjen Acrolophidae. Inga underarter finns listade i Catalogue of Life.